# Nurowe
Nurowe (ukr. Нурове) – osiedle na Ukrainie, w obwodzie charkowskim, w rejonie iziumskim. W 2001 liczyło 228 mieszkańców, spośród których 218 posługiwało się językiem ukraińskim, 8 rosyjskim, a 2 mołdawskim.